# Martina Savioli
Martina Savioli (Piove di Sacco, 6 settembre 1990) è una pallanuotista italiana, gemella di Ilaria, ex pallanuotista, attaccante della  Lazio.

## Biografia
Ha esordito in serie A1 tra le file del Plebiscito Padova nella stagione 2004-05. 
Con la nazionale juniores ha conquistato la medaglia d'oro ai campionati europei di categoria nel 2008. Dal 2010 viene convocata nella nazionale maggiore, con la quale ha preso parte ai campionati mondiali di Shanghai 2011, conclusi al 4º posto, ed alla World league del 2011, nella quale ha ottenuto la medaglia d'argento e alla universiadi di Kazan del 2013, dove conquista la medaglia di bronzo.

## Palmarès

### Club
- Campionato italiano: 3

Padova: 2014-15, 2015-16, 2016-17
- Coppe Italia: 3

Padova: 2014-15, 2016-17, 2019-20
- FIN Cup: 1

Padova: 2016-17

### Nazionale
- World League

Tianjin 2011: 
- Oro ai campionati europei juniores: 1

Italia: Chania 2008